# Becerro de Oro

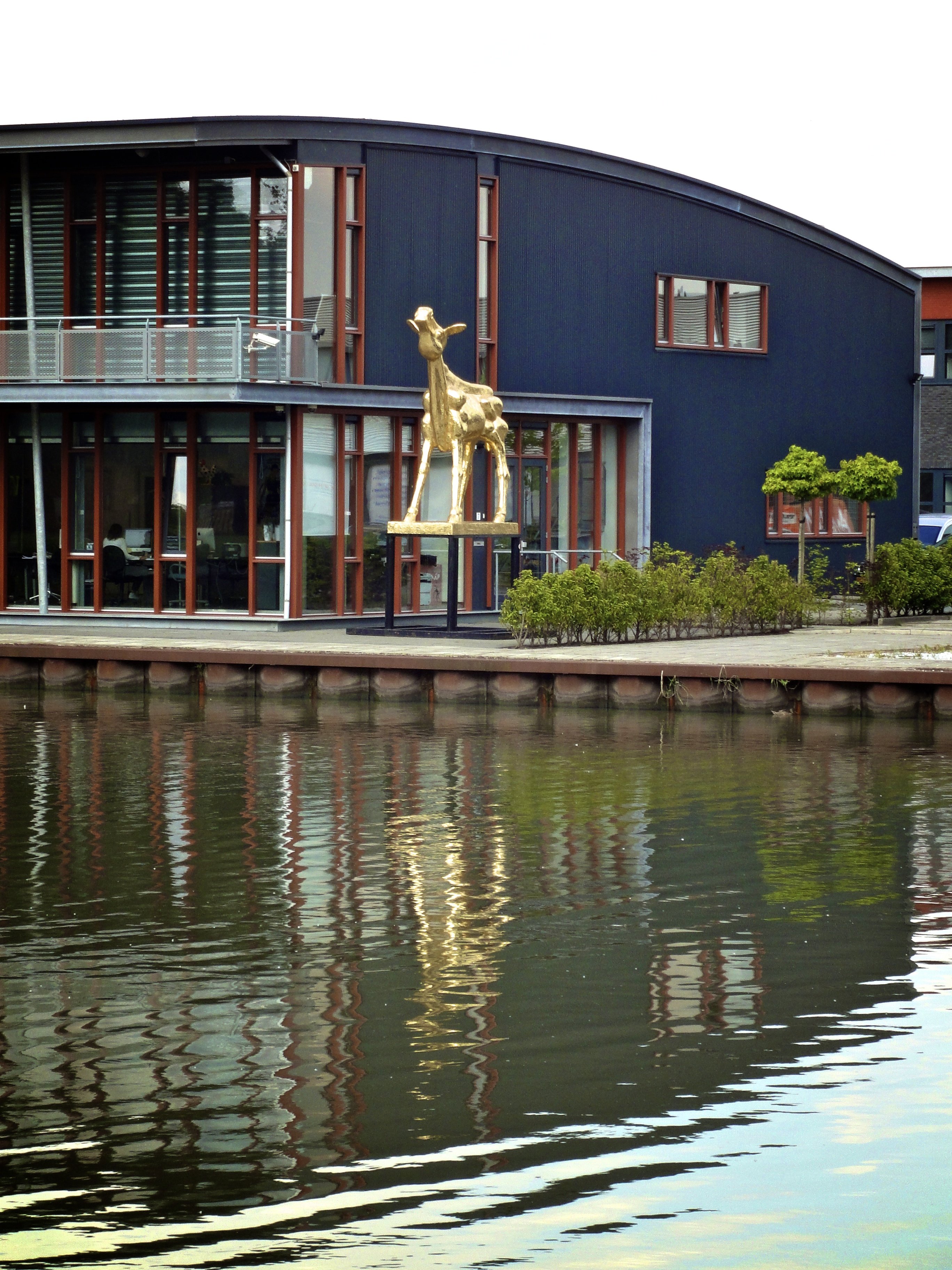
Escultura del Becerro de Oro en Ámsterdam. Fotografía: E. Donkert. Escultura: Theo Mackaay

El Becerro de Oro (en neerlandés: Gouden Kalf) es el principal premio del Festival de Cine de los Países Bajos o también conocido como Festival de Cine de Holanda, que se celebra anualmente en Utrecht. El premio ha sido otorgado desde 1981, inicialmente en seis categorías: Mejor Actor, Mejor Actriz, Mejor Película, Mejor Cortometraje, Premio Cultura y Mención de Honor. En 2004, había 16 categorías de premios, sobre todo porque en 2003 se añadieron las categorías Mejor Cámara, Mejor Montaje, Mejor Música, Mejor Diseño de Producción y Mejor Diseño de Sonido.
La lista de famosos cineastas y actores holandeses que han ganado un becerro de oro incluye a Rutger Hauer, Louis van Gasteren, Paul Verhoeven, Eddy Terstall, Carice van Houten, Fons Rademakers, Koolhoven Martin, Alex van Warmerdam, Fedja van Huêt, Jean van de Velde, Dick Maas, Marleen Gorris, Ian Kerkhof, Jeroen Krabbé, Monic Hendrickx y Rijk de Gooyer.

## Nombre y significado
El nombre se refiere a un animal, como es común en los nombres de los premios de cine europeos, como el Oso de Oro del Festival de Cine de Berlín y el León de Oro del Festival de Cine de Venecia, y el bovino es uno de los tipos más comunes de la ganadería en los Países Bajos. El nombre del premio también se refiere a un incidente de la Biblia hebrea, donde la estatua de oro de un toro (hecha con la intención de representar a Dios) fue hecha por Aarón, la cual fue destruida más adelante por Moisés, porque la Torá prohíbe realizar cualquier representación física del dios de Israel. Martin Koolhoven, miembro del jurado en 2002, dice que la cultura calvinista holandesa es más relativista que orgullosa: "Esta es la razón por la que el Becerro de Oro es un buen premio, no deja de ser un guiño. Otros países tienen leones y osos de oro, nosotros tenemos un becerro de oro, a pesar de que la adoración es un pecado".

## Categorías premiadas

### Premios de cine
- Premio Cultura
- Mejor Largometraje
- Mejor Director
- Mejor Guion
- Mejor Actor
- Mejor Actriz
- Mejor Cortometraje
- Mejor Largometraje Documental
- Mejor Cortometraje Documental
- Mejor Cámara
- Mejor Montaje
- Mejor Música
- Mejor Diseño de Producción
- Mejor Diseño de Sonido

### Premios de televisión
- Mejor Actor Dramático
- Mejor Actriz Dramática
- Mejor Actuación Dramática
- Mejor Drama

### Premios especiales
- Premio Especial del Jurado
- Premio del Público
- Premio Desarrollo

- Los premios entregados solamente una o dos veces son:
  - Mejor Película del Siglo (1999) - Paul Verhoeven & Rob Houwer por Turks Fruit
  - Premio Control (1994, 1992) - Cor Koppies (1994), J.Th. van Taalingen (1992)
  - Mejor Comercial (1990, 1991) - Todd Masters por Woonruimte gevraagd (1991), Trevor Wrenn por Hamka's (1990)
  - Mejor Película Europea (1994, 1995) - Kazimierz Kutz por Turned Back (1995), Jonathan Cavendisch & Tim Palmer por Into the West (1994)

### Premios retirados
- Premio por la Ocupación
- Mejor Actor Secundario
- Mejor Actriz Secundaria
- Mención de Honor

## Ganadores
| - Mejor Largometraje: Carácter - Mejor Director: Rudolf van den Berg (For my Baby) - Mejor Actor: Jaap van Donselaar (De Tranen van Castro) - Mejor Actriz: Todo el reparto femenino de la película Broos - Mejor Largometraje: Felice...Felice... - Mejor Director: Karim Traïdia (De Poolse Bruid) - Mejor Actor: Johan Leysen (Felice...Felice...) - Mejor Actriz: Monic Hendrickx (De Poolse Bruid) - Mejor Largometraje: Abeltje - Mejor Director: Roel Reiné (The Delivery) - Mejor Actor: Rijk de Gooyer (Madelief: Krassen In Het Tafelblad) - Mejor Actriz: Nadja Hüpscher (De Boekverfilming) - Mejor Largometraje: Lek - Mejor Director: Jean van de Velde (Lek) - Mejor Actor: Victor Löw (Lek) - Mejor Actriz: Willeke van Ammelrooy (Lijmen/Het Been) - Mejor Largometraje: Nynke - Mejor Director: Martin Koolhoven (De Grot) - Mejor Actor: Fedja van Huêt (AmnesiA) - Mejor Actriz: Monic Hendrickx (Nynke) - Mejor Largometraje: Minoes - Mejor Director: Alejandro Agresti (Valentín) - Mejor Actor: Jacob Derwig (Zus & Zo) - Mejor Actriz: Carice van Houten (Minoes) - Mejor Largometraje: De Tweeling - Mejor Director: Pieter Kuijpers (Van God Los) - Mejor Actor: Tygo Gernandt (Van God Los) - Mejor Actriz: Kim van Kooten (Phileine zegt sorry) - Mejor Largometraje: Simon - Mejor Director: Eddy Terstall (Simon) - Mejor Actor: Cees Geel (Simon) - Mejor Actriz: Monic Hendrickx (Het Zuiden) | - Mejor Largometraje: Paradise Now - Mejor Director: Nanouk Leopold (Guernsey) - Mejor Actor: Thijs Römer (06/05) - Mejor Actriz: Maria Kraakman (Guernsey) - Mejor Largometraje: Zwartboek - Mejor Director: Paul Verhoeven (Zwartboek) - Mejor Actor: Frank Lammers (Nachtrit) - Mejor Actriz: Carice van Houten (Zwartboek) - Mejor Largometraje: Kruistocht in Spijkerbroek - Mejor Director: Mijke de Jong (Tussenstand) - Mejor Actor: Marcel Hensema (Wild Romance) - Mejor Actriz: Elsie de Brauw (Tussenstand) - Mejor Largometraje: Alles is Liefde - Mejor Director: Joram Lürsen (Alles is Liefde) - Mejor Actor: Robert de Hoog (Skin) - Mejor Actriz: Anneke Blok (Tiramisu) - Mejor Largometraje: Nothing Personal - Mejor Director: Urszula Antoniak (Nothing Personal) - Mejor Actor: Martijn Lakemeier (Oorlogswinter) - Mejor Actriz: Rifka Lodeizen (Kan Door Huid Heen) - Mejor Largometraje: Joy - Mejor Director: Rudolf van den Berg (Tirza) - Mejor Actor: Barry Atsma (Komt een vrouw bij de dokter) - Mejor Actriz: Carice van Houten (De gelukkige huisvrouw) - Mejor Largometraje: Black Butterflies - Mejor Director: Nanouk Leopold (Brownian Movement) - Mejor Actor: Nasrdin Dchar (Rabat) - Mejor Actriz: Carice van Houten (Black Butterflies) |